# 八斑澤鱔
八斑澤鱔，又稱八斑勾吻鯙，為輻鰭魚綱鰻鱺目鯙亞目鯙科的其中一種，分布於東太平洋區，從加利福尼亞灣至秘魯海域，棲息深度3-36公尺，體長可達91公分，為底棲性魚類，生活岩石底質海域的石縫，夜行性，屬肉食性，生活習性不明。

## 擴展閱讀
維基物種上的相關：八斑澤鱔